# Antillone
Antillone is een plaats (frazione) in de Italiaanse gemeente Formazza.